# Djurgårdens IF Fotboll 1992
Djurgårdens IF herrfotboll, säsongen 1992. Deltog i följande mästerskap: Allsvenskan och Svenska cupen.
Djurgården kom sjua i Allsvenskan 1992, vilket betydde spel i Kvalsvenskan där laget slutade femma. Femteplatsen innebar allsvenskt kval (mot Degerfors) där Djurgården förlorade det oavgjorda dubbelmötet efter färre bortamål. Därmed degraderades DIF till Division 1 Norra till säsongen 1993.

## Spelartrupp
Ledare
| Nat     | Tränare           | Position                       | Ålder                    | I DIF sedan | Kom från       |
| ------- | ----------------- | ------------------------------ | ------------------------ | ----------- | -------------- |
| Sverige | Thomas Lundin     | Huvudtränare                   | 1 april 1953 (39 år)     | 1992        | Visby IF Gute  |
| Sverige | Tommy Forsgren    | Assisterande tränare/lagledare | 24 februari 1956 (36 år) | 1990        |                |
| Sverige | Kjell Eriksson    | Lagledare B-laget              |                          | 1992        |                |
| Sverige | Kjell Lundqvist   | Materialförvaltare             | 12 oktober 1943 (48 år)  | 1977        | Sundbybergs IK |
| Sverige | Gunnar Henriksson | Massör                         |                          |             |                |
| Sverige | Magnus Forssblad  | Läkare                         | 10 maj 1954 (36 år)      | 1990        | Pröpa SK       |

Spelare
| Nat      | Spelare                     | Ålder      | Position    | I DIF sedan          | Kom från                | Matcher | Mål |
| -------- | --------------------------- | ---------- | ----------- | -------------------- | ----------------------- | ------- | --- |
| Sverige  | Anders Almgren              | 1964-04-27 | Målvakt     | 1978                 | Djurgårdens IF juniorer | 70      | 0   |
| Sverige  | Kjell Frisk                 | 1964-04-27 | Målvakt     | 1990                 | Åtvidabergs FF          | 40      | 0   |
| Sverige  | Glenn Schiller              | 1960-03-28 | Back        | 1986                 | IFK Göteborg            | 131     | 2   |
| Sverige  | Jan Andersson               | 1965-05-07 | Back        | 1990                 | IFK Västerås            | 36      | 4   |
| Kroatien | Ivica Cvitkusic             | 1964-09-08 | Back        | 1992                 | FC Koper                | 13      | 1   |
| Sverige  | Leif Nilsson                | 1963-07-10 | Back        | 1984                 | Hudiksvalls ABK         | 196     | 3   |
| Sverige  | Mikael Nilsson              | 1967-06-16 | Back        | 1991                 | Tyresö FF               | 35      | 1   |
| Sverige  | Jonas Claesson              | 1967-07-29 | Back        | 1992 (och 1989-1990) | Spånga IS               | 21      | 0   |
| Sverige  | Jonas Granath               | 1969-05-01 | Back        | 1991                 | Ulvåkers IF             | 14      | 1   |
| Sverige  | Ronnie Claesson             | 19 år      | Back        | 1992                 | Djurgårdens IF juniorer | 0       | 0   |
| Sverige  | Martin Nilsson              | 19 år      | Back        | 1992                 |                         | 0       | 0   |
| Sverige  | Per Ferm                    | 1967-02-11 | Mittfältare | 1991                 | IF Brommapojkarna       | 37      | 6   |
| Sverige  | Thomas Lundmark (lagkapten) | 1963-06-28 | Mittfältare | 1990                 | IFK Eskilstuna          | 70      | 16  |
| Sverige  | Jens Fjellström             | 1966-10-27 | Mittfältare | 1988                 | Gimonäs CK              | 115     | 23  |
| Sverige  | Ken Burvall                 | 1966-03-27 | Mittfältare | 1990                 | Kalmar AIK              | 58      | 9   |
| Sverige  | Patrik Hagman               | 1966-06-15 | Mittfältare | 1989                 | Spånga IS               | 7       | 0   |
| Sverige  | Daniel Martinez             | 1973-01-09 | Mittfältare | 1992                 | Djurgårdens IF juniorer | 4       | 0   |
| Sverige  | Fred Persson                | 1973-08-22 | Mittfältare | 1992                 | Djurgårdens IF juniorer | 12      | 2   |
| Sverige  | Daniel Nord                 | 19 år      | Mittfältare | 1992                 | Djurgårdens IF juniorer | 0       | 0   |
| Sverige  | Mikael Martinsson           | 1966-03-29 | Anfallare   | 1989                 | Vasalunds IF            | 73      | 33  |
| Sverige  | Peter Skoog                 | 1965-02-11 | Anfallare   | 1987                 | Sundbybergs IK          | 88      | 21  |
| Sverige  | Robert Eriksson             | 1968-10-25 | Anfallare   | 1992                 | IFK Österåker           | 22      | 9   |
| Sverige  | Robert Johansson            | 1973-04-30 | Anfallare   | 1992                 | Djurgårdens IF juniorer | 0       | 0   |
| Sverige  | Kristoffer Kindbom          | 1973-01-19 | Anfallare   | 1992                 | Hammarby IF             | 5       | 2   |

## Allsvenskan
Huvudartikel: Allsvenskan 1992
Allsvenskan bestod av 10 lag med en grundserie på 18 omgångar där varje lag möter de övriga nio lagen hemma och borta. De 6 bästa lagen i grundserien gjorde upp om SM-guldet i en mästerskapsserie där varje lag möter de övriga fem lagen hemma och borta. De 4 sämsta lagen i grundserien fick spela vidare i kvalsvenskan för att kämpa om att behålla den allsvenska platsen. I kvalsvenskans serie med åtta lag, bestående av bland annat allsvenskans fyra sämsta lag, fick de 4 bästa lagen spela allsvenskt 1993 medan de 4 sämsta fick kvala mot lag från en lägre division.

### Allsvenskan
| Omgång | Datum    | Motståndare     | H/B | Resultat | Målskyttar                                             | Varningar                                      | Domare            | Publik | Arena              | Position |
| ------ | -------- | --------------- | --- | -------- | ------------------------------------------------------ | ---------------------------------------------- | ----------------- | ------ | ------------------ | -------- |
| 1      | 7 april  | Örebro SK       | B   | 1-3      | Lundmark 20'                                           | Ferm, Schiller, M. Nilsson (rött)              | Anders Frisk      | 4 064  | Eyravallen         | 8        |
| 2      | 12 april | Trelleborgs FF  | H   | 1-2      | Lundmark 90'                                           | Cvitkusic                                      | Sten Johanzon     | 2 612  | Stockholms Stadion | 10       |
| 3      | 20 april | Gais            | H   | 4-0      | Fjellström (2) 62', 81', Martinsson (2) 79', 85'       |                                                | Lennart Sundkvist | 2 136  | Stockholms Stadion | 6        |
| 4      | 26 april | IFK Göteborg    | B   | 1-6      | Ferm 62'                                               |                                                | Håkan Lundgren    | 4 502  | Gamla Ullevi       | 10       |
| 5      | 3 maj    | Östers IF       | H   | 2-1      | Lundmark 8' (straff), Martinsson 13'                   | Cvitkusic                                      | Örjan Andersson   | 3 011  | Stockholms Stadion | 8        |
| 6      | 11 maj   | AIK FF          | B   | 4-4      | Persson 7', Cvitkusic 8', Fjellström 60', Eriksson 87' |                                                | Rune Larsson      | 13 188 | Råsunda            | 8        |
| 7      | 14 maj   | IFK Norrköping  | H   | 2-2      | Eriksson 66', Martinsson 67'                           |                                                | Bo Persson        | 3 601  | Stockholms Stadion | 8        |
| 8      | 17 maj   | Malmö FF        | B   | 1-1      | Martinsson 67'                                         | M. Nilsson                                     | Leif Sundell      | 4 008  | Malmö Stadion      | 8        |
| 9      | 21 maj   | AIK FF          | H   | 1-1      | Ferm 42'                                               | Cvitkusic                                      | Sten Johanzon     | 15 012 | Stockholms Stadion | 7        |
| 10     | 24 maj   | Västra Frölunda | B   | 1-3      | Lundmark 54'                                           | Claesson, L. Nilsson, Ferm, Lundmark, Eriksson | Kire Klenkovski   | 961    | Ruddalens IP       | 8        |
| 11     | 31 maj   | Trelleborgs FF  | B   | 0-0      |                                                        |                                                | Bo Karlsson       | 3 186  | Vångavallen        | 9        |
| 12     | 28 juni  | Örebro SK       | H   | 1-0      | Fjellström 42'                                         | Andersson                                      | Bengt Börjesson   | 2 876  | Stockholms Stadion | 6        |
| 13     | 2 juli   | IFK Norrköping  | B   | 1-3      | Eriksson 25'                                           |                                                | Bo Helen          | 4 316  | Idrottsparken      | 8        |
| 14     | 5 juli   | Malmö FF        | H   | 1-0      | Fjellström (straff) 58'                                | Cvitkusic, Ferm, L. Nilsson, Eriksson          | Christer Drottz   | 2 913  | Stockholms Stadion | 8        |
| 15     | 9 juli   | Gais            | B   | 1-2      | Andersson 23'                                          | M. Nilsson, Claesson, Frisk                    | Sten Johanzon     | 1 661  | Gamla Ullevi       | 8        |
| 16     | 12 juli  | Västra Frölunda | H   | 3-2      | Fjellström (2) 34' (straff), 38', Ferm 14'             | Lundmark, M. Nilsson                           | Bo Karlsson       | 2 406  | Stockholms Stadion | 7        |
| 17     | 16 juli  | Östers IF       | B   | 0-2      |                                                        | Cvitkusic, Lundmark                            | Lennart Elofsson  | 3 925  | Värendsvallen      | 7        |
| 18     | 19 juli  | IFK Göteborg    | H   | 1-0      | Kindbom 88'                                            | Kindbom, L. Nilsson (rött)                     | Leif Sundell      | 2 956  | Stockholms Stadion | 7        |

### Kvalsvenskan
| Omgång | Datum        | Motståndare        | H/B | Resultat | Målskyttar                                                                          | Publik | Arena              | Position |
| ------ | ------------ | ------------------ | --- | -------- | ----------------------------------------------------------------------------------- | ------ | ------------------ | -------- |
| 1      | 2 augusti    | BK Häcken          | B   | 3-1      | Burwall 30', Lundmark 56', Martinsson 82'                                           | 879    | Rambergsvallen     | 1        |
| 2      | 9 augusti    | IK Brage           | H   | 1-1      | Persson 42'                                                                         | 1 647  | Stockholms Stadion | 1        |
| 3      | 12 augusti   | GIF Sundsvall      | B   | 4-1      | Martinsson (2) 7', 48', Lundmark 65'                                                | 705    | Idrottsparken      | 1        |
| 4      | 16 augusti   | Örebro SK          | H   | 2-0      | Lundmark 59', Nilsson 84'                                                           | 1 862  | Stockholms Stadion | 1        |
| 5      | 23 augusti   | Gais               | H   | 1-1      | Martinsson 45'                                                                      | 2 047  | Stockholms Stadion | 2        |
| 6      | 30 augusti   | Västra Frölunda IF | B   | 0-0      |                                                                                     | 630    | Ruddalens IP       | 2        |
| 7      | 6 september  | Halmstads BK       | B   | 1-1      | Eriksson 54'                                                                        | 4 309  | Örjans Vall        | 2        |
| 8      | 13 september | Halmstads BK       | H   | 3-0      | Martinsson 9', Fjellström 65', Burvall 70'                                          | 3 116  | Stockholms Stadion | 1        |
| 9      | 20 september | Västra Frölunda    | H   | 2-2      | Martinsson 71' (straff), Granath 90'                                                | 1 861  | Stockholms Stadion | 1        |
| 10     | 27 september | Gais               | B   | 0-1      |                                                                                     | 1 392  | Gamla Ullevi       |          |
| 11     | 4 oktober    | GIF Sundsvall      | H   | 8-1      | Martinsson (4) 5', 9', 52', 87', Eriksson (2) 30', 48', Nilsson 24', Fjellström 60' | 1 526  | Stockholms Stadion | 2        |
| 12     | 11 oktober   | Örebro SK          | B   | 2-4      | Eriksson 11'. Martinsson 45'                                                        | 2 960  | Eyravallen         | 4        |
| 13     | 18 oktober   | IK Brage           | B   | 1-1      | Martinsson 45'                                                                      | 1 178  | Domnarvsvallen     | 5        |
| 14     | 25 oktober   | BK Häcken          | H   | 2-2      | Eriksson 45', Lundmark 65' (straff)                                                 | 4 306  | Stockholms Stadion | 5        |

### Kval till Allsvenskan (dubbelmöte)
| Omgång | Datum      | Motståndare  | H/B | Resultat | Målskyttar                             | Publik | Arena              |
| ------ | ---------- | ------------ | --- | -------- | -------------------------------------- | ------ | ------------------ |
| 1/2    | 1 november | Degerfors IF | H   | 3-1      | Skoog 52', Kindbom 71', Martinsson 73' | 3 776  | Stockholms Stadion |
| 2/2    | 7 november | Degerfors IF | B   | 0-2      |                                        | 5 088  | Stora Valla        |

Degerfors vann på fler gjorda bortamål.

## Svenska cupen
| Omgång   | Datum      | Motståndare   | H/B | Resultat | Målskyttar            | Publik | Arena/Ort        |
| -------- | ---------- | ------------- | --- | -------- | --------------------- | ------ | ---------------- |
| Omgång 3 | 19 augusti | Spårvägens FF | B   | 2-4      | Lundmark 67', Burvall | 888    | Kristinebergs IP |

## Träningsmatcher
Hallsvensan
13 feb DIF-IFK Sundsvall 0-3 P: 10
| Datum       | Motståndare    | H/B | Resultat | Målskyttar                       | Publik | Arena/Ort        |
| ----------- | -------------- | --- | -------- | -------------------------------- | ------ | ---------------- |
| 14 februari | IFK Sundsvall  | H   | 0-3      |                                  | 10     | Hallsvenskan     |
| Okänt       | AIK FF         | ?   | 2-4      |                                  |        |                  |
| 8 mars      | Hammarby IF FF | H   | 4-2      | Martinsson (2), Fjellström, Ferm |        |                  |
| 15 mars     | IFK Norrköping | ?   | 3-3      |                                  |        |                  |
| 20 mars     | AC Cesena      | B   | 1-0      | Lundmark                         |        | Castrocaro Terme |
| 29 mars     | Vasalund       | H   | 2-1      | Ferm, Eriksson                   |        |                  |
| 17 juni     | AIK FF         | H   | 2-2      | Eriksson, Martinez               |        |                  |

## Statistik

### Avser Allsvenskan
| Spelare            | Matcher | Mål | Varningar      |
| ------------------ | ------- | --- | -------------- |
| Jens Fjellström    | 16      | 7   | 0              |
| Mikael Martinsson  | 16      | 5   | 0              |
| Thomas Lundmark    | 17      | 4   | 3              |
| Robert Eriksson    | 17      | 3   | 2              |
| Per Ferm           | 17      | 3   | 3              |
| Kristoffer Kindbom | 4       | 1   | 1              |
| Fred Persson       | 11      | 1   | 0              |
| Jan Andersson      | 11      | 1   | 1              |
| Ivica Cvitkusic    | 15      | 1   | 5              |
| Leif Nilsson       | 17      | 0   | 3 varav 1 rött |
| Mikael Nilsson     | 16      | 0   | 4 varav 1 rött |
| Jonas Claesson     | 14      | 0   | 2              |
| Peter Skoog        | 13      | 0   | 0              |
| Kjell Frisk        | 12      | 0   | 1              |
| Glenn Schiller     | 8       | 0   | 1              |
| Ken Burvall        | 6       | 0   | 0              |
| Anders Almgren     | 6       | 0   | 0              |
| Daniel Martinez    | 4       | 0   | 0              |

### Avser Allsvenskan, Kvalsvenskan och kvalet
| Spelare            | Matcher | Mål | Assist |
| ------------------ | ------- | --- | ------ |
| Mikael Martinsson  | 31      | 18  | 15     |
| Jens Fjellström    | 33      | 9   |        |
| Robert Eriksson    | 33      | 9   |        |
| Thomas Lundmark    | 32      | 8   |        |
| Per Ferm           | 18      | 3   |        |
| Kristoffer Kindbom | 17      | 2   |        |
| Ken Burvall        | 23      | 2   |        |
| Fred Persson       | 21      | 2   |        |
| Jonas Granath      | 16      | 1   |        |
| Jan Andersson      | 11      | 1   |        |
| Peter Skoog        | 21      | 1   |        |
| Mikael Nilsson     | 16      | 1   |        |
| Leif Nilsson       | 32      | 1   |        |
| Ivica Cvitkusic    | 13      | 1   |        |
| Kjell Frisk        | 28      | 0   |        |
| Jonas Claesson     | 16      | 0   |        |
| Glenn Schiller     | 8       | 0   |        |
| Anders Almgren     | 6       | 0   |        |
| Daniel Martinez    | 4       | 0   |        |

## Truppförändringar

### In
| Datum          | Namn               | Från           | Position    | Kommentar     | Länk  |
| -------------- | ------------------ | -------------- | ----------- | ------------- | ----- |
| Inför säsongen | Thomas Lundin      |                | Tränare     |               |       |
| Inför säsongen | Ivica Cvitkusic    | FC Koper       | Back        | 1-årskontrakt | dn.se |
| Inför säsongen | Jonas Claesson     | Spånga IS      | Mittfältare |               |       |
| Inför säsongen | Robert Eriksson    | IFK Österåker  | Anfallare   | Lån över 1992 |       |
| Inför säsongen | Daniel Martinez    | AIK FF         | Mittfältare |               |       |
| Inför säsongen | Fred Persson       | Bro IK         | Mittfältare |               |       |
| Inför säsongen | Kristoffer Kindbom | Hammarby IF FF | Anfallare   |               |       |

### Ut
| Datum           | Namn              | Till              | Position    | Kommentar | Länk  |
| --------------- | ----------------- | ----------------- | ----------- | --------- | ----- |
| Inför säsongen  | Lennart Wass      |                   | Tränare     |           |       |
|                 | Krister Nordin    | AIK FF            | Mittfältare |           |       |
|                 | Stephan Kullberg  | IF Brommapojkarna | Back        |           |       |
|                 | Patrick Luxenburg | Spånga IS         | Mittfältare |           |       |
| 11 april 1992   | Leif Strandh      | Hammarby IF FF    |             |           | dn.se |
| 7 augusti 1992  | Per Ferm          | IF Brommapojkarna | Anfallare   |           | dn.se |
| 29 augusti 1992 | Glenn Schiller    | Hässelby SK       | Back        |           | dn.se |
| 29 augusti 1992 | Jan Andersson     | Hässelby SK       | Back        |           | dn.se |

## Ledare
- Ordförande: Bo GT Peterson
- Tränare:  Thomas Lundin
- Målvaktstränare: Björn Alkeby